# 環渓惟一
環渓惟一（かんけい いいち）は、宋代から元代に活動した僧匠である。破庵下3世。

## 生涯
嘉泰2年（1202年）、資州盤石県墨池で誕生する。俗姓は賈氏。梵業寺で童子となり、嘉定14年（1221年）に出家、嘉定16年（1223年）に成都府甘露寺で受戒した。諸方を行脚した後、阿育王山の無準師範に就いてその侍香（用務を行い、法要で香台を持つ係）となる。師に従って径山に移って知蔵となるが、一時金陵の痴絶道冲の許に参禅する。その後無準師範の許に戻って法を嗣いだ。
嗣法の後淳祐6年（1246年）、建寧府瑞巌寺の住持となったのを始めとして、臨江軍恵力寺、隆興府泐潭宝峰寺、黄龍山崇恩寺、建昌軍資聖寺、瑞州黄檗山報恩光孝寺、袁州仰山太平興国寺、福州雪峰山崇聖寺ならびに慶元府天童山景徳寺の住持を歴任した。
至元18年9月4日（1281年10月17日）示寂。その語録として環渓惟一禅師語録が編まれた。法嗣は鏡堂覚円が知られている。